# 家原善宗
家原 善宗（いえはら の よしむね、生没年不詳）は、平安時代前期の貴族・医師。姓は連のち宿禰、朝臣。官位は従五位下・侍医。

## 経歴
文徳朝にて右近衛医師を務め、斉衡2年（855年）主計頭・家原氏主ら一族とともに連姓から宿禰姓に改姓する。
のち、清和天皇の侍医となり、貞観5年（863年）外従五位下、貞観8年（866年）内位の従五位下と昇叙された。貞観14年（872年）主税頭・家原氏主ら一族とともに宿禰姓から朝臣姓に改姓しているが、この際に先祖は後漢の光武帝ではなく宣化天皇の第二皇子（火焔皇子か?）との訂正を申し入れている。

## 官歴
『六国史』による。
- 時期不詳：正七位上。右近衛医師
- 斉衡2年（855年） 8月15日：連姓から宿禰姓に改姓
- 時期不詳：正六位上。侍医
- 貞観5年（863年） 正月7日：外従五位下
- 貞観8年（866年） 正月7日：従五位下（内位）
- 貞観14年（872年） 8月13日：宿禰姓から朝臣姓に改姓